# 1308 en santé et médecine
| Années de la santé et de la médecine : 1305 - 1306 - 1307 - 1308 - 1309 - 1310 - 1311    |
| Décennies de la santé et de la médecine : 1270 - 1280 - 1290 - 1300 - 1310 - 1320 - 1330 |

Cet article présente les faits marquants de l'année 1308 en santé et médecine.

## Événements

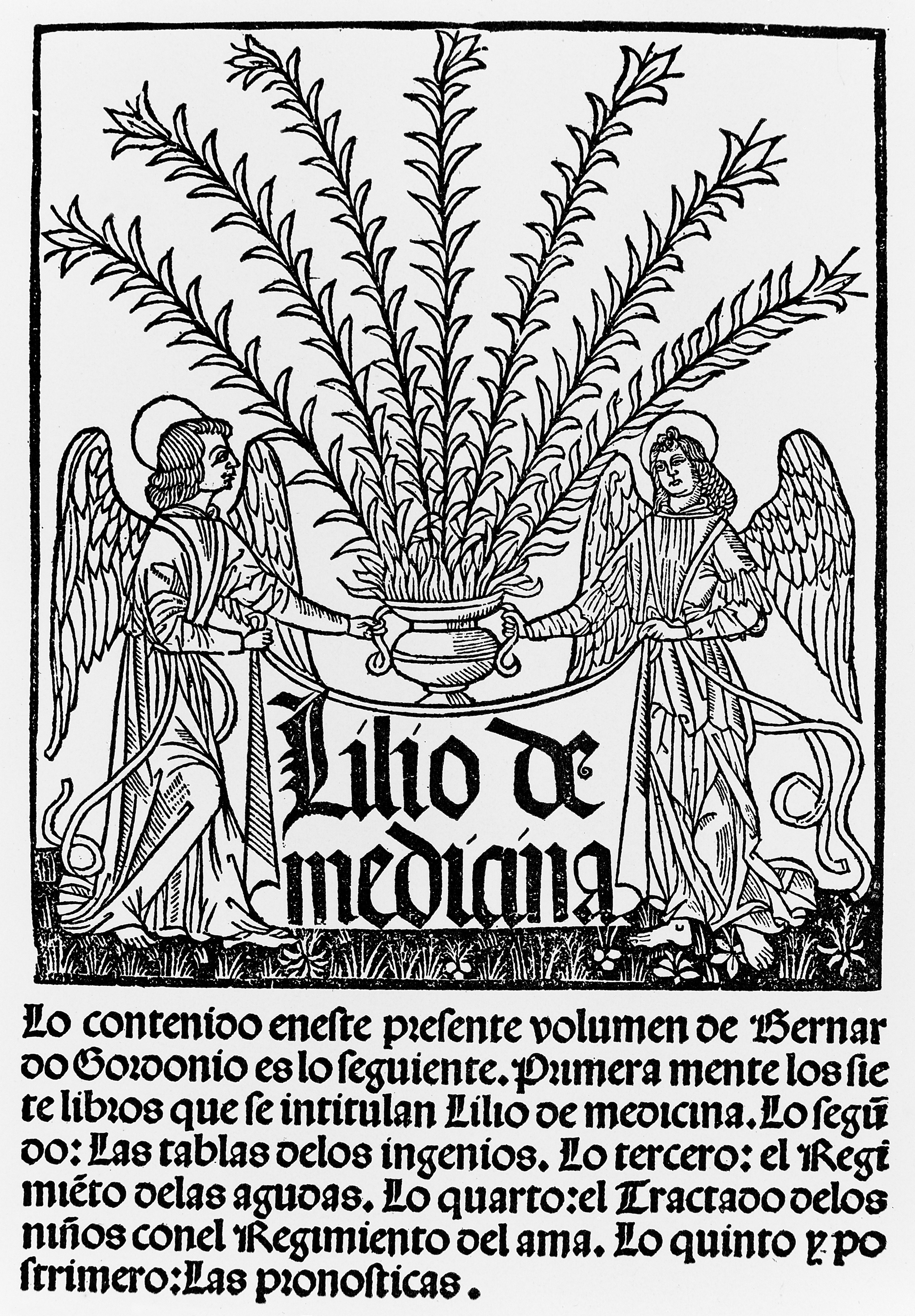
Bernard de Gordon
Lilio de medicina
Séville, 1495

- 8 septembre : le pape Clément V érige les écoles de Pérouse en studium generale, acte qui peut être tenu pour fondateur de l'université de cette ville, où la médecine est d'ailleurs enseignée depuis le début du XIIIe siècle[2].
- Première mention de la Compagnie des barbiers de Londres (Workshipful Company of Barbers (en))[3].
- Le pape Clément V dit avoir consulté Arnaud de Villeneuve et Jean d'Alais[4] pour rédiger les deux bulles datées d'Avignon qu'il donne, l'une sur l'élection du chancelier de l'université de médecine de Montpellier, et l'autre sur les modalités d'obtention de la licence[5].
- Une siechhaus (« maison pour les malades ») est érigée à Hof en Bavière, au bord de la rivière Krebsbach (de)[6].
- 1283-1308 : Bernard de Gordon, auteur du Lilium medicine, achevé le 5 février 1305, enseigne la médecine à Montpellier[7].
- 1304-1308 : le médecin et traducteur Armengaud Blaise, de l'école de Montpellier, réside à Barcelone en tant que médecin de Jacques II, roi d'Aragon[8].
- 1308-1309 : fondation du Darüşşifa ou Bimarhane (« hôpital ») d'Amasya en Turquie par Ildus Hatun, l'une des épouses de l'ilkhan Oldjaïtou[9].
- 1308-1309 : Guillaume Bonnet, évêque de Bayeux, fonde le collège de Bayeux à Paris pour des écoliers du Mans et d'Angers, et, dans le but de favoriser l'étude de la théologie, il stipule que, en médecine et droit canon, l'établissement n'accueillera que quatre élèves de chacun des deux diocèses[10].
- 1308-1313 : Jean de La Tannerie, ancien médecin de la reine de Navarre, et Regnault de Saint-Lyé, barbier de Jean Guichard, évêque de Troyes, figurent l'un et l'autre au procès de ce prélat[8].

## Personnalités
- Fl. Pierre, barbier à Ramefort, paroisse de Blou, en Anjou[8].
- Fl. Pierre Meleti, barbier à Narbonne, en Languedoc[8].
- 1308-1312 : fl. Jean de Torpo, médecin de Charles de Valois[8].